# Голігорський Михайло Соломонович
Михаїл Соломонович Голігорський (англ. Michael S. Goligorsky; нар. 9 липня 1946, Кишинів, Молдавська РСР) — американський патофізіолог, лікар-нефролог, професор.
Син уролога Соломона Давидовича Голігорського та Гісі Мойсеївни Левінштейн.

## Біографія
У 1964 ріку закінчив Кишинівську середню школу № 37. Закінчив Київський медичний інститут (1970) та аспірантуру там же ( кандидат медичних наук, 1973). Був помічником, потім доцентом кафедри внутрішніх хвороб цього інституту. З 1980 ріка — в Ізраїлі, працював у Медичному центрі ім. М. Сороки в Беер-Шеві.
Після закінчення клінічної резидентури та ординатури в 1988 ріку працював в Університеті штату Нью-Йорк у Стоуні Брук (з 1997 року - професор) . З 2002 року — завідувач кафедри нефрології та професор Нью-Йоркського медичного коледжу, директор інституту досліджень нирки цього коледжу (Renal Research Institute). Почесний професор Університетського коледжу Лондона (1998). 
Основні праці в галузі нормальної та патологічної фізіології нирок, протеомного аналізу функцій системи сечовиділення при захворюваннях нирок, механізмів ендотеліальної дисфункції при васкулярній патології різної етіології. Член редколегії журналів "American Journal of Pathology", "American Journal of Physiology", "Nephrology, Dialysis and Transplantation".

## Сім'я
Дружина — Роза Голігорська, син — Девід М. Голігорський (нар. 1984), авіаінженер.

## Монографії
- Регуляція водно-сольового обміну при хронічній нирковій недостатності. Кишинів: Картя Молдовеняске, 1975.
- Acute Renal Failure: New Concepts and Therapeutic Strategies. Нью-Йорк: Churchill Livingstone, 1995.
- Nitric Oxide and The Kidney: Physiology and Pathophysiology (c S. S. Gross). Нью-Йорк: Chapman & Hall, 1997.
- Adhesion Molecules in Renal Disease. Нью-Йорк: Karger, 1999.
- Renal Development and Disease: From Gene Screening to Functional Genomics. Нью-Йорк: Karger, 2002.
- Renal Disease: Techniques and Protocols. Нью-Йорк: Humana Press, 2003.
- Regenerative Nephrology. Нью-Йорк: Academic Press, 2010.